# 山川直人 (映画監督)
山川 直人（やまかわ なおと、1957年4月10日 - ）は、日本の映画監督、東京工芸大学芸術学部映像学科教授。アプレ所属。

## 経歴
愛知県新城市東新町出身。父親は愛知県庁職員。中学生の時、ビートルズの解散（1970年4月）に触発されて周囲がギターを始める中、山川もギターを手に取る。ところが何度挑戦してもうまく弾けず、ちょうどその頃テレビで見たマカロニ・ウェスタンに衝撃を受け「映画の方向に進むこと」に決めたという。
1973年4月、愛知県立新城東高校に入学。すでに新城市には映画館がなくなっていたため、豊橋市や名古屋市の映画館に通い詰める。
早稲田大学教育学部に進学。同時に「早稲田大学シネマ研究会」に入会。大学2年生の時、シネ研の先輩に誘われて8ミリ映画の美術を担当した。これが自主映画を製作するきっかけとなり、2年生の終わりからシナリオを書き出す。
1978年、学生運動を描いた『ビハインド』を監督し、1979年にぴあフィルムフェスティバルに入選する。同年の入選者には、犬童一心、手塚眞らがいる。同作品では郷里の飯田線三河大野駅でロケをおこなった。
テレビ等の露出は少ないが、作品はコアな映画ファンに支持されており、その中でも田中要次は山川が監督を務めたプロモーションビデオに出演したことがきっかけで当時勤務していたJR東海を退職して俳優に転向している。作風は前衛的で、初期作品には早大同窓の室井滋を多用している。
映画の他、ZELDAやTHE東南西北、柏原芳恵のプロモーションビデオを手掛けたこともある。

## 主な監督作品
| 製作年 | タイトル                                                                                            | 上映時間 | 出演                         | 備考                                                                                   |
| ------ | --------------------------------------------------------------------------------------------------- | -------- | ---------------------------- | -------------------------------------------------------------------------------------- |
| 1978   | Ａ子のカラス                                                                                        | 3分      | 室井滋                       | 16ミリ短編処女作。                                                                     |
| 1978   | ビハインド                                                                                          | 60分     | 伊藤清彦、石井葉子、室井滋   | 第3回「ぴあフィルムフェスティバル」PFFアワード入選作品。                               |
| 1979   | 自己と他者                                                                                          | 55分     | 里亮弘、室井滋               |                                                                                        |
| 1979   | ブリンキング・イット・オール・バック・ホーム                                                        | 15分     | 室井滋、安田和令             | フジ8ミリコンテスト学生映画部門グランプリ受賞。                                        |
| 1980   | アナザ・サイド                                                                                      | 80分     | 里亮弘、室井滋、内藤剛志     |                                                                                        |
| 1982   | パン屋襲撃                                                                                          | 16分     | 趙方豪、諏訪太朗、室井滋     | 原作は村上春樹の短編「パン屋襲撃」。                                                   |
| 1983   | 100%の女の子                                                                                        | 12分     | 隈本吉成、室井滋、坂口一直   | 原作は村上春樹の短編「4月のある晴れた朝に100パーセントの女の子に出会うことについて」。 |
| 1986   | ビリィ★ザ★キッドの新しい夜明け                                                                      | 109分    | 三上博史、真行寺君枝、室井滋 | 原案は高橋源一郎。高橋と山川の共同脚本。 商業映画（35ミリ）デビュー作となった。        |
| 1988   | 不可思議物語 FANTASTIC COLLECTION 第4話「ワン・ステップ・ビヨンド」 第8話「猫はよく朝方帰ってくる」 | 96分     | 室井滋、三上博史、神戸浩     | 「猫はよく朝方帰ってくる」の原作は大友克洋。                                           |
| 1988   | SO WHAT                                                                                             | 98分     | 南渕一輝、東幹久、矢野泰二   | 原作は大友克洋。                                                                       |
| 1990   | バカヤロー!3 へんな奴ら 第4話「クリスマスなんか大嫌い」                                             | 94分     | 永瀬正敏、咲輝、田山真美子   |                                                                                        |
| 2001   | 時の香り〜リメンバー・ミー〜                                                                        | 77分     | 吹石一恵、斎藤工、山中聡     |                                                                                        |
| 2010   | ＋1 vol.3 第1話「驚かさないでよ!」                                                                  | 100分    | 長野賢、佐伯恵、津川苑葉     |                                                                                        |
| 2012   | 雨の日の月の女                                                                                      | 5分      | 湯坐拓也、柳田綾子           | 2013年に『シフガフ』の一編として公開された。                                           |
| 2013   | ばあちゃんのパンツ                                                                                  | 15分     | 七咲友梨、湯坐拓也           |                                                                                        |
| 2015   | 左岸への旅立ち                                                                                      | 5分      | 七咲友梨、湯坐拓也           |                                                                                        |
| 2015   | 雪姫                                                                                                | 22分     | 七海なな、鈴木一功           |                                                                                        |

## 受賞
- 第1回高崎映画祭 若手監督グランプリ（『ビリィ★ザ★キッドの新しい夜明け』）